# St. Heinrich (München)

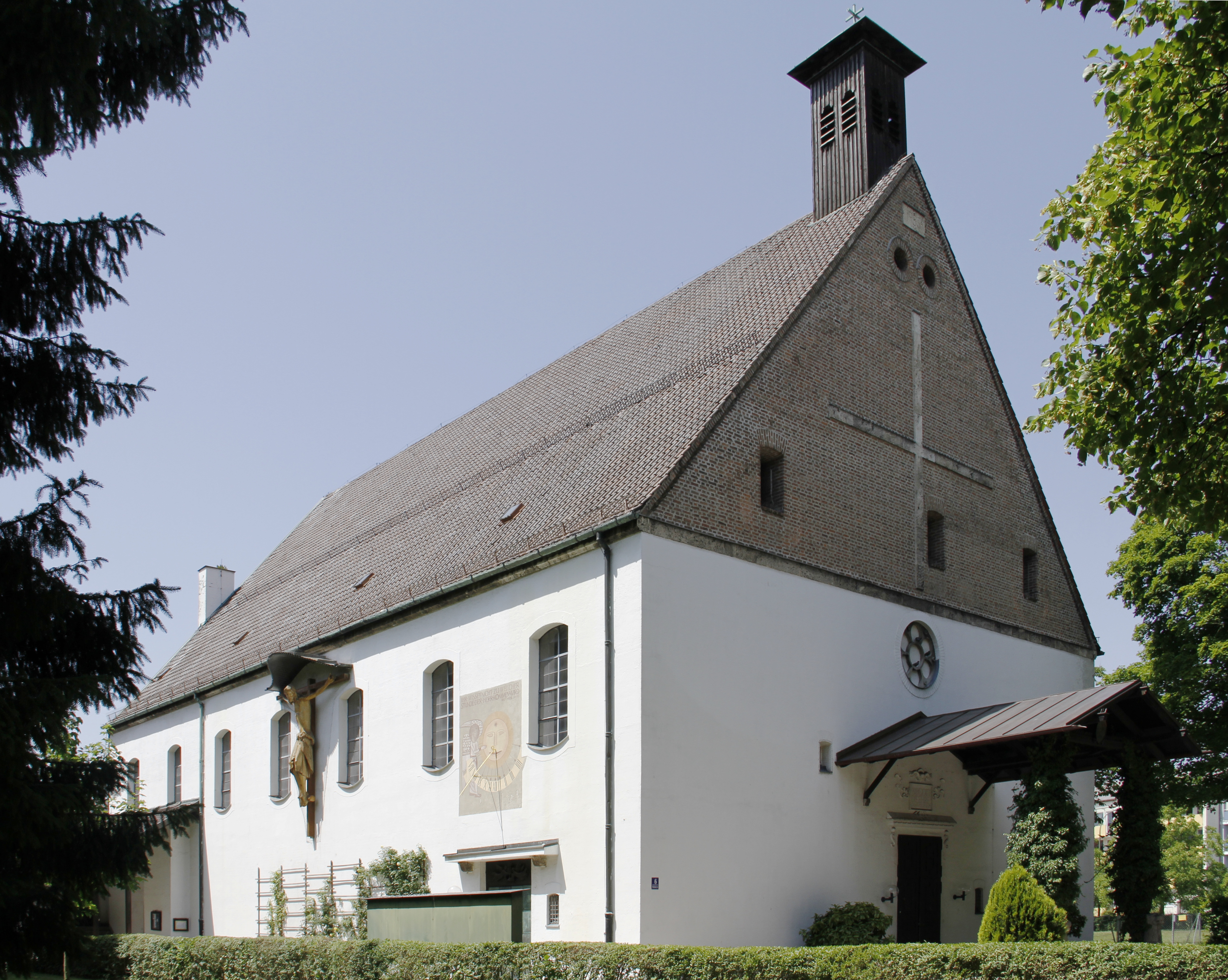
Ansicht von Südosten

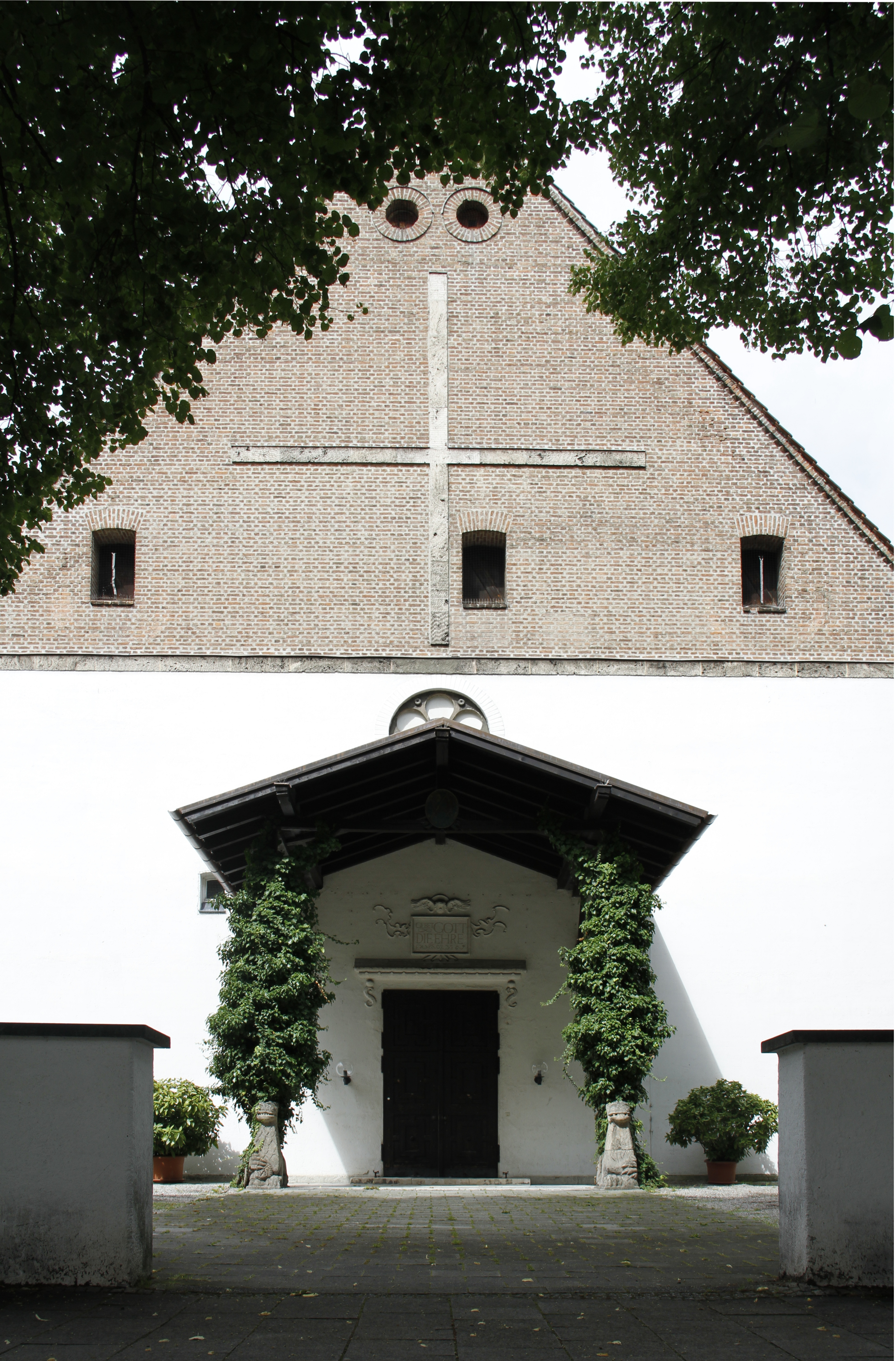
Portalfassade

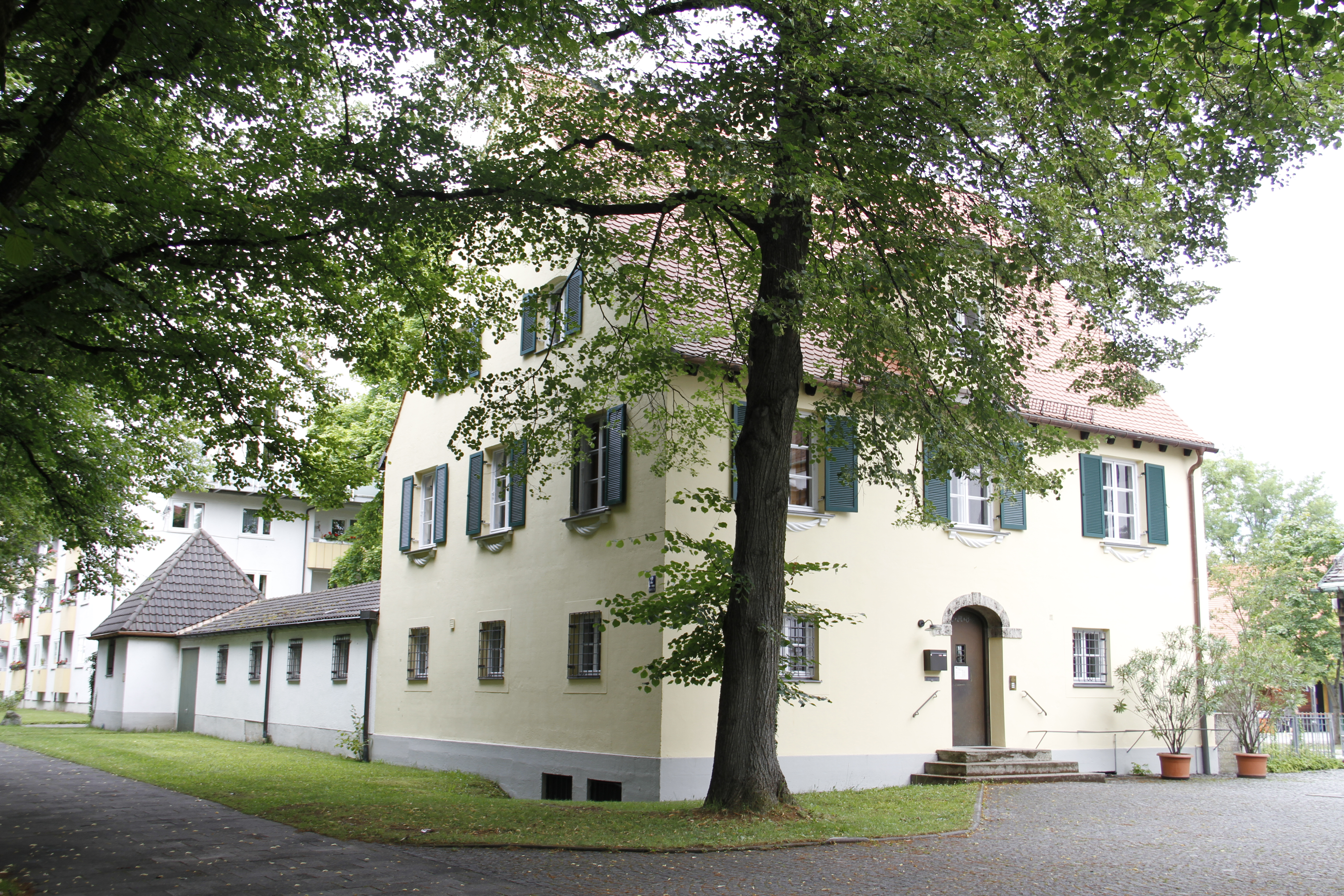
Pfarrhaus

Die katholische Pfarrkirche St. Heinrich in der Weilheimer Straße im Münchner Stadtbezirk Sendling-Westpark entstand 1934/35 nach den Plänen von Hans Döllgast. Geweiht wurde sie am 14. Juli 1935, dem Namenstag des Kirchenpatrons Heinrich II., durch Kardinal Faulhaber. Nach starken Beschädigungen im Zweiten Weltkrieg (1943) wurde die Kirche 1949 bis 1951 vom gleichen Architekten wieder instand gesetzt.
St. Heinrich ist ein einfacher Saalbau mit Satteldach. Im Westen ist die Sakristei angebaut. Sie weist dieselbe Kubatur auf wie das Vordach am Hauptportal im Osten. Das Material ist Backstein, der bis zur Traufhöhe weiß verputzt ist, die Giebelflächen zeigen das Ziegelmauerwerk. Auf dem First sitzt über dem Portal ein kleiner Dachreiter.
Unter dem Vordach über dem Haupteingang ist eine kleine Putzarbeit mit dem Zitat Gebet Gott die Ehre aus Psalm 67. An der Südfassade hängen eine Sonnenuhr und ein großes Kruzifix. unter einem kleinen Vordach über dem Seiteneingang ist eine Figur des Hl. Heinrich angebracht als Stifterfigur des Bamberger Doms.
Heute steht die Kirche gemeinsam mit dem zugehörigen Pfarrhaus unter Denkmalschutz.

## Pfarrheim
Zwischen 1999 und 2000 wurde nach Plänen der Münchner Architekten Claus und Forster ein neues Pfarrheim mit Kindergarten errichtet. Das alte, denkmalgeschützte Pfarrheim dient seitdem als Wohnhaus.

## Bilder

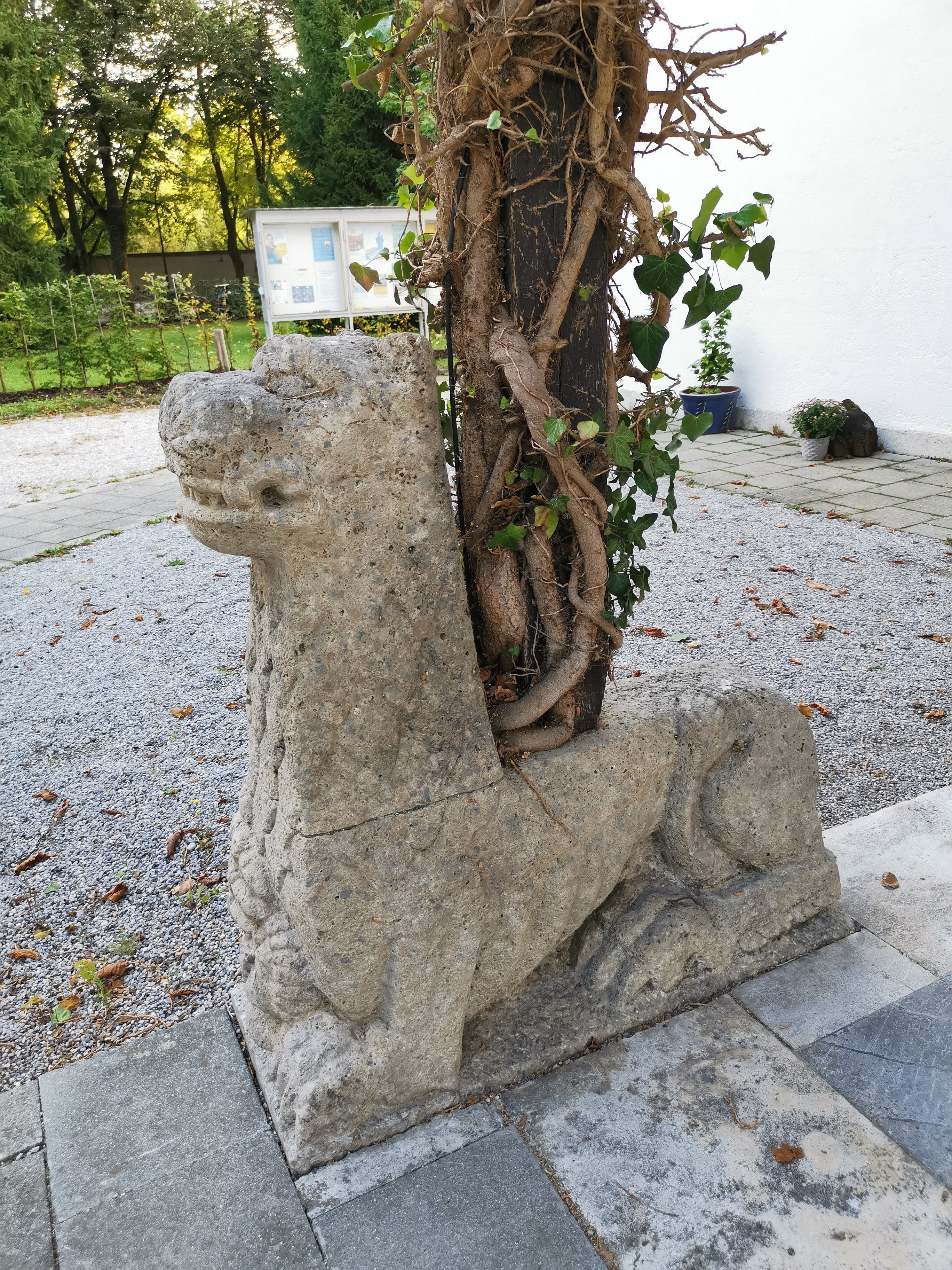
Löwe am Eingangsportal
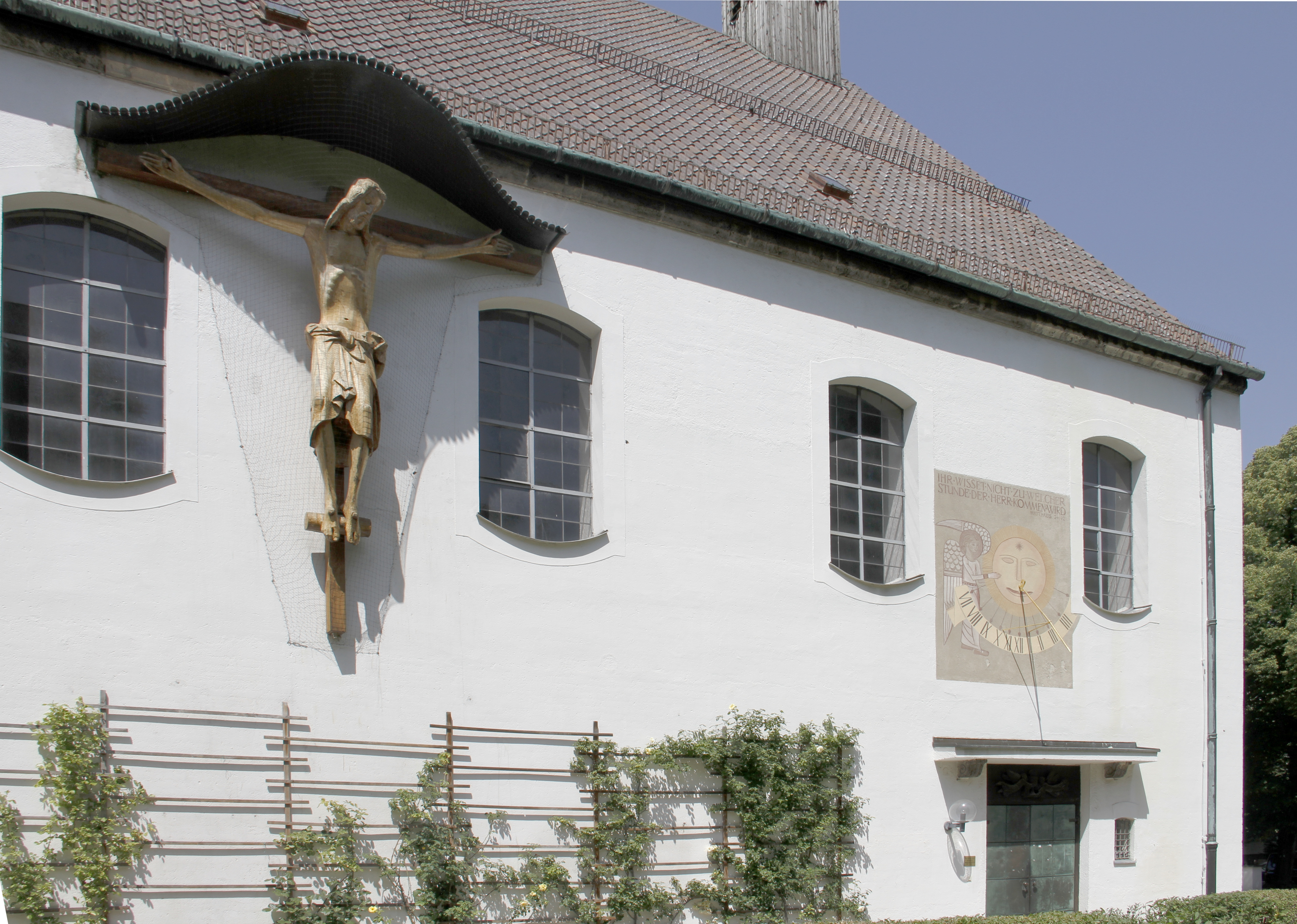
Südfassade mit Kruzifix und Sonnenuhr
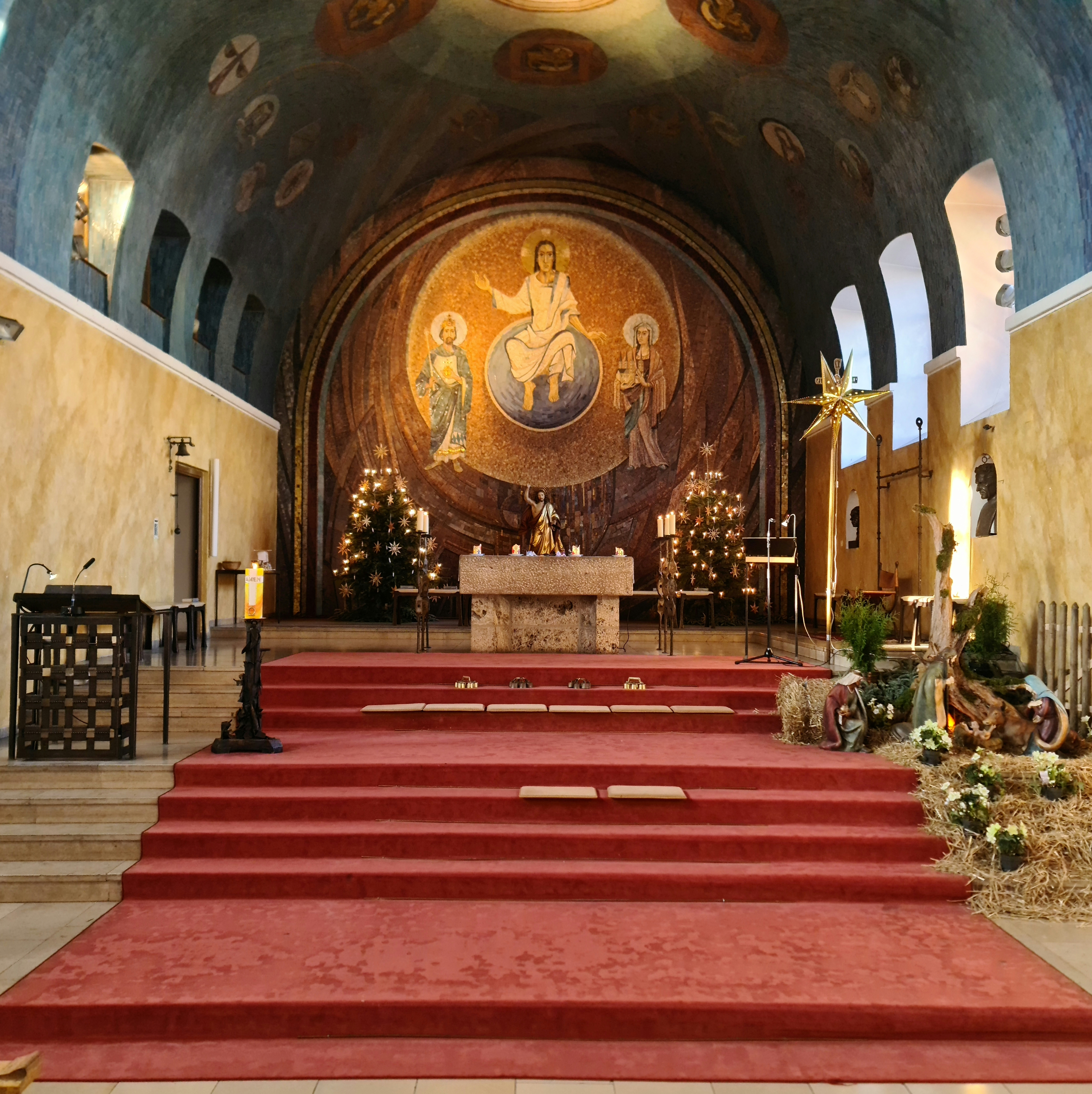
Chorraum
Kircheninnenraum
Madonna
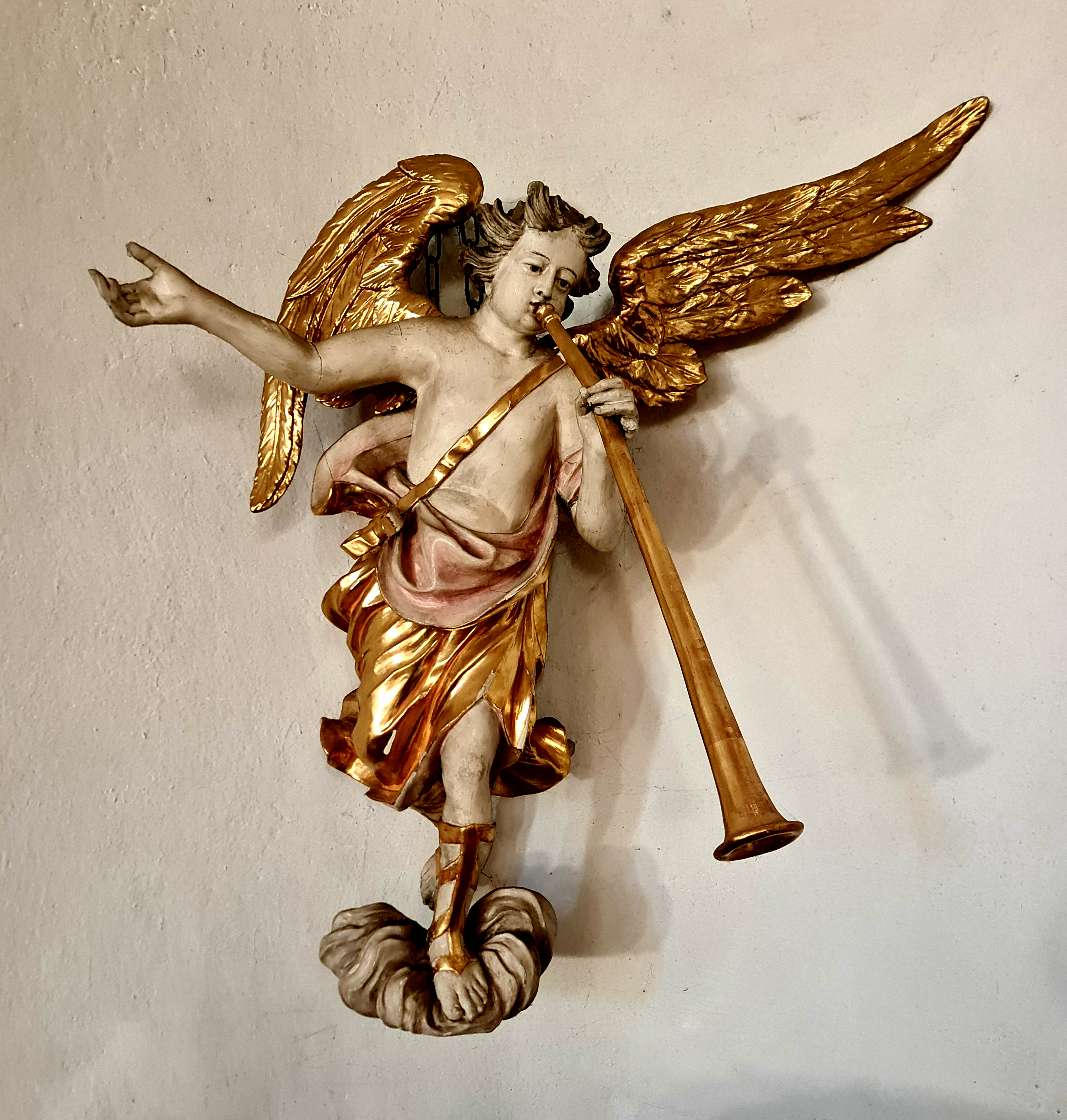
Posaunenengel
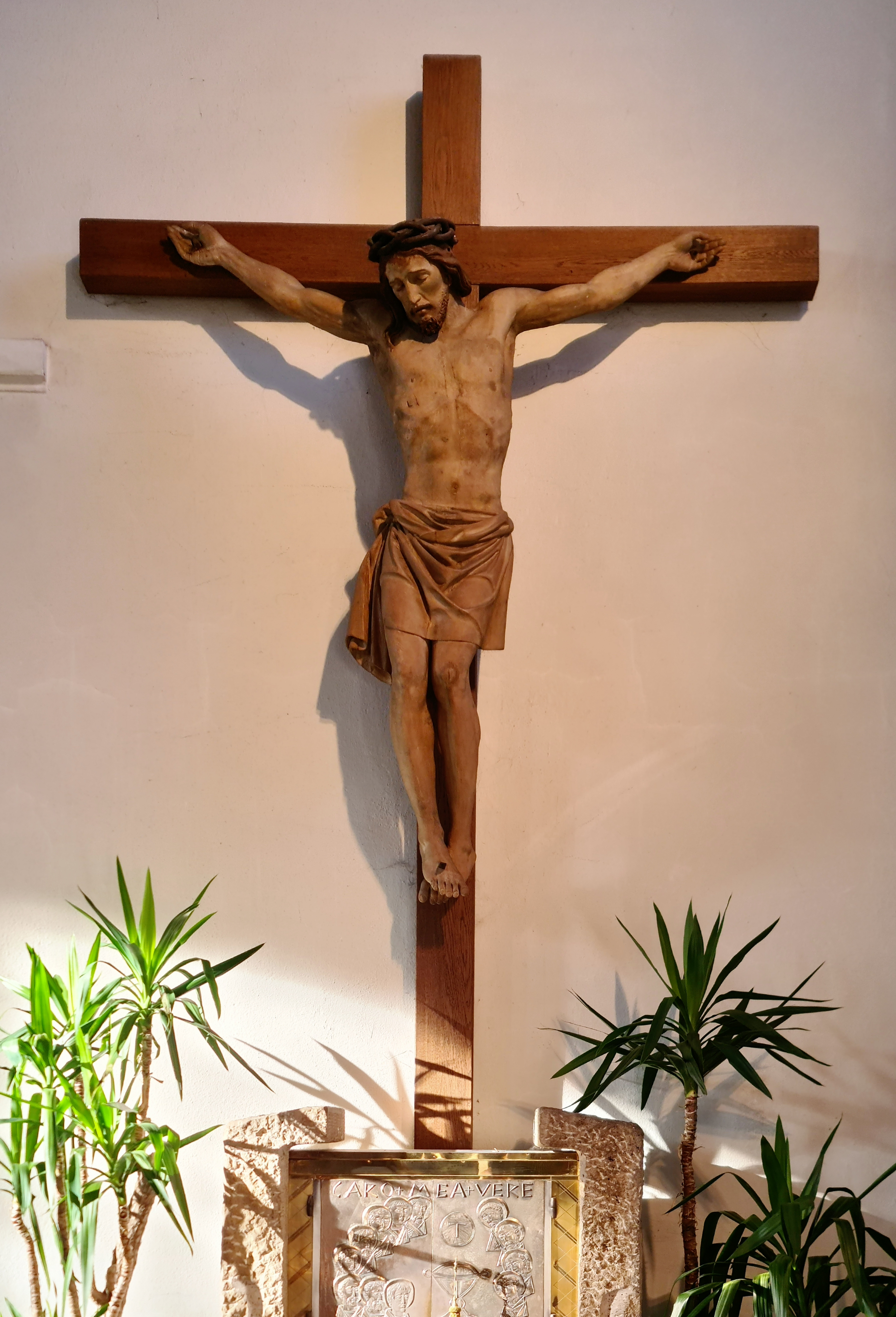
Kruzifix
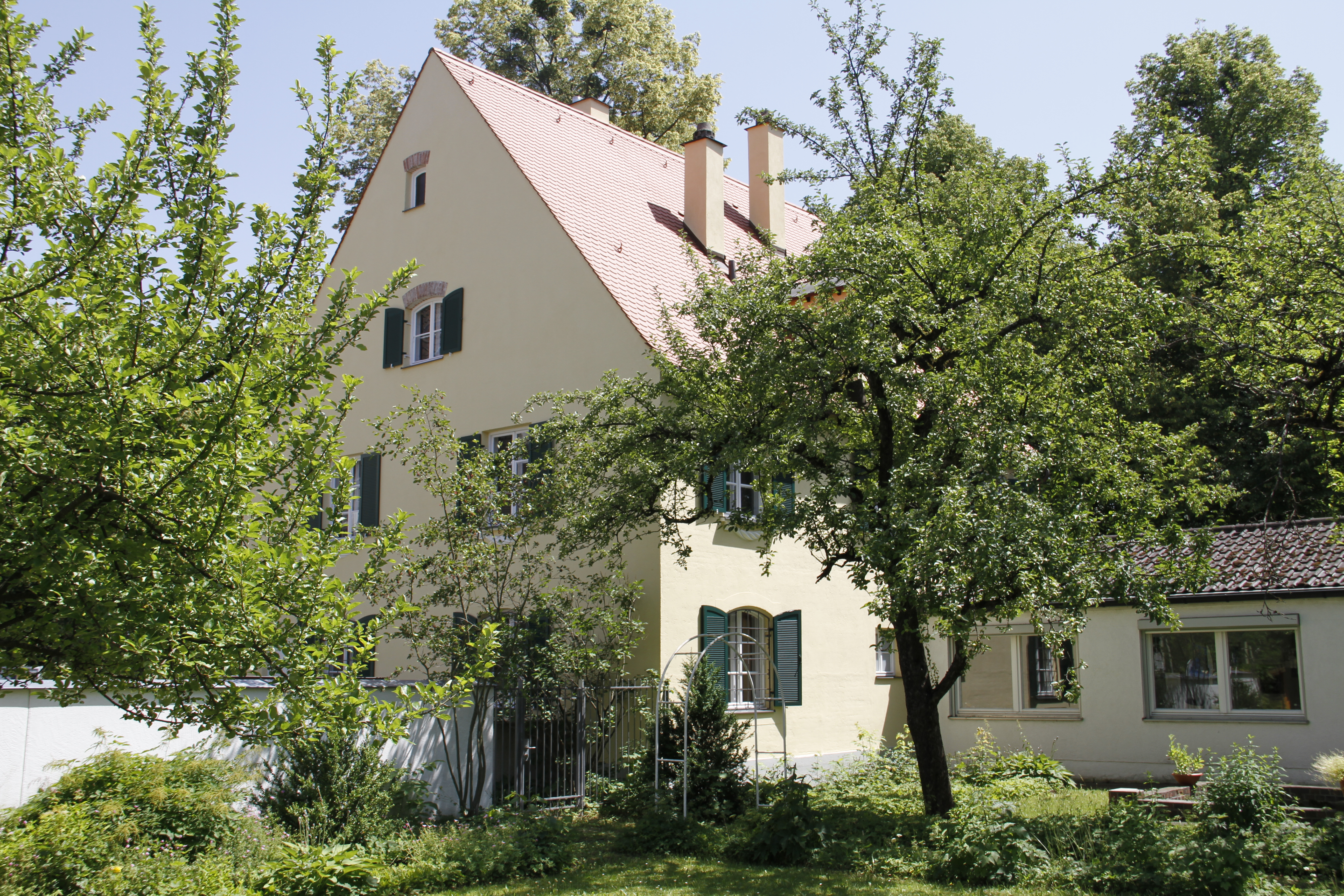
Pfarramt, Ansicht von Westen
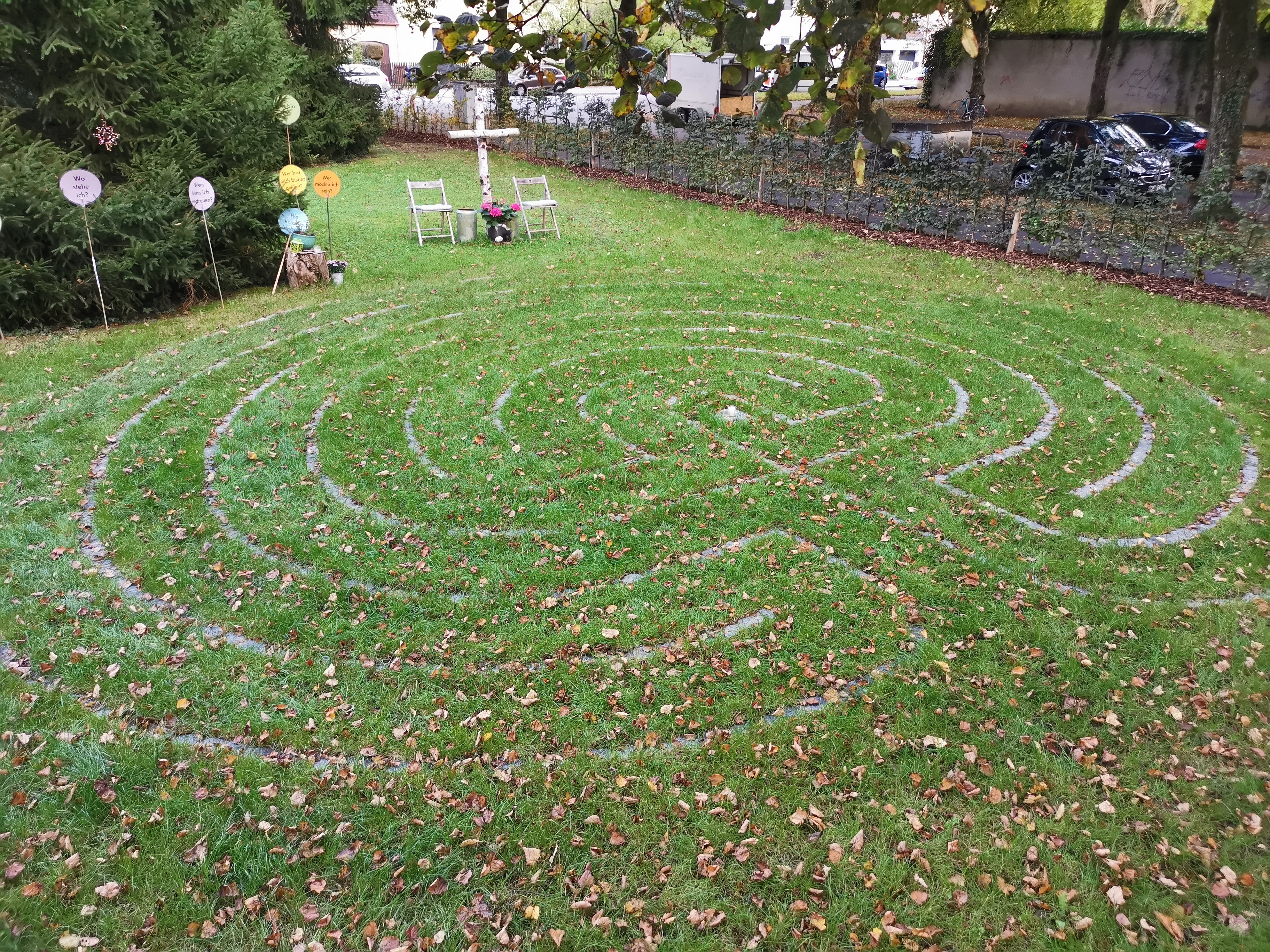
Das Labyrinth von St. Heinrich
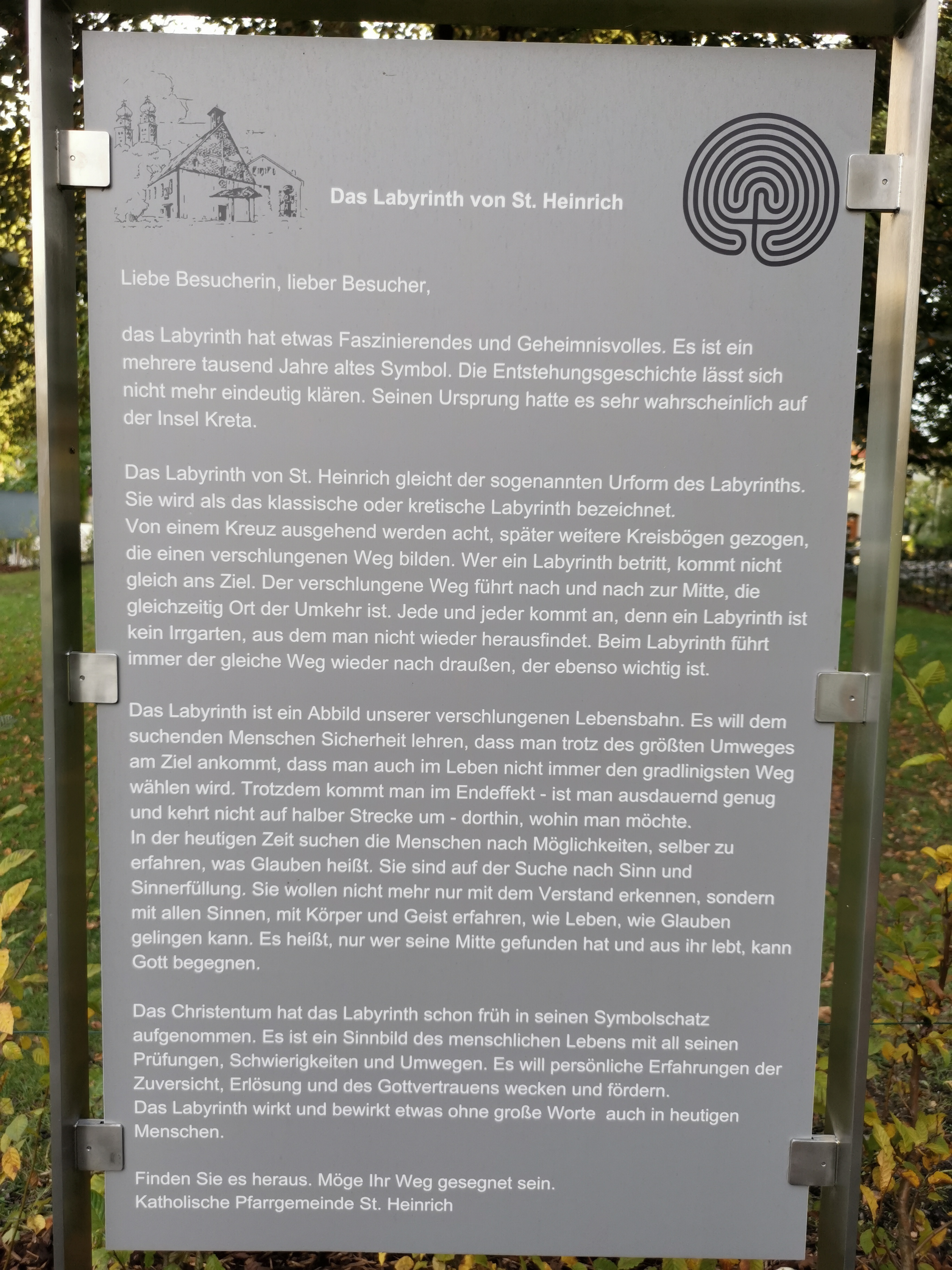
Infotafel zum Labyrinth